# Heinrich August Fielitz

Heinrich August Fielitz um 1855. Foto angefertigt von seinem Sohn Carl Heinrich Oscar Fielitz.

Heinrich August Fielitz, gelegentlich auch Fieliz, (* 28. April 1797 in Luckau; † 25. August 1873 oder 4. Oktober 1877 in Neustadt unter der Harzburg) war ein deutscher Mediziner.

## Leben und Werk
Er war der Sohn des Arztes Friedrich Gottlieb Heinrich Fielitz des Jüngeren. Nachdem er in Luckau und Görlitz zur Schule gegangen war, studierte er an den Universitäten in Leipzig und Halle, wo er 1819 promoviert wurde.
Fielitz hatte bereits als Arzt praktiziert, als er nachträglich Homöopathie bei deren Begründer Samuel Hahnemann studierte. Er praktizierte sie anschließend seit ca. 1830 zunächst in Lauban, später in Langensalza und schließlich in Braunschweig, wohin er im Juli 1839 mit seiner Familie auf Initiative Georg Heinrich August Mühlenbeins (1764–1845) gezogen war, um die durch den Tod Carl Georg Christian Hartlaubs (1795–1839) vakant gewordene Stelle zu besetzen. Dort arbeitete er unter anderem als Gehilfe Mühlenbeins.

## Familie
Heinrich August Fielitz entstammte einer Familie von Ärzten. Wie vor ihm sein Vater, waren auch sein Großvater Friedrich Gottlieb Heinrich Fielitz der Ältere und sein Urgroßvater Ärzte. Er war verheiratet mit Charlotte Therese, geb. Elstner (* 10. März 1796; † 12. Juni 1866 in Braunschweig), mit der er den einzigen Sohn Carl Heinrich Oscar Fielitz hatte. Dieser starb 35-jährig ohne Nachkommen. Nach dem Tod von Sohn und Ehefrau zog er nach Neustadt unter der Harzburg, dem heutigen Bad Harzburg.